# ソヴリン賞
ソヴリン賞（Sovereign Award）は、カナダの競馬における年度代表表彰である。1975年より、その年に活躍した人馬をカナダジョッキークラブによって選出、表彰する。アメリカ合衆国のエクリプス賞に倣ったものであるが、部門数が豊富である。受賞馬資格として、当該年度にカナダ国内で3走以上が必要で、外国産馬にも資格がある。

## 主な賞の内容
- 年度代表馬（Horse of the Year）
- 最優秀2歳牡馬（Champion Two-Year-Old Male）
- 最優秀2歳牝馬（Champion Two-Year-Old Filly）
- 最優秀3歳牡馬（Champion Three-Year-Old Male）
- 最優秀3歳牝馬（Champion Three-Year-Old Filly）
- 最優秀古牡馬（Champion Older Male）
- 最優秀古牝馬（Champion Older Female）
- 最優秀芝牡馬（Champion Male Turf Horse）
- 最優秀芝牝馬（Champion Female Turf Horse）
- 最優秀短距離牡馬（Canadian Champion Male Sprint Horse)※2009年～
- 最優秀短距離牝馬（Canadian Champion Female Sprint Horse)※2009年～
- 最優秀繁殖牝馬（Outstanding Broodmare）
- 最優秀騎手（Oustanding Jockey）
- 最優秀見習騎手（Oustanding Apprentice Jockey）
- 最優秀調教師（Oustanding Trainer）
- 最優秀馬主（Outstanding Owner）
- 最優秀生産者（Outstanding Breeder）
- 最優秀写真（Outstanding Phoograph）
- 最優秀映画/ビデオ/ブロードキャスト（Outstanding Film/Video/Broadcast）
- 最優秀新聞記事（Outstanding Newspaper Story）
- 最優秀特集記事（Outstanding Feature Story）

過去
- 最優秀短距離馬（Champion Sprinter）※1980年～2008年

## 主な年度代表馬
- 1958年 : ニアークティック Nearctic
- 1964年 : ノーザンダンサー Northern Dancer
- 1970年 : ファンフルルーシュ Fanfreluche

※ソヴリン賞創設以前も年度代表馬の表彰が存在したため。
- 1980年 : グローリアスソング Glorious Song
- 1981年 : デピュティミニスター Deputy Minister
- 1982年 : フロストキング Frost King
- 1987年 : アフリート Afleet
- 1989年 : ウィズアプルーヴァル With Approval
- 1991年 : ダンススマートリー Dance Smartly
- 1993年 : ピートスキ Peteski
- 1997年 : チーフベアハート Chief Bearhart
- 1998年 : チーフベアハート Chief Bearhart
- 1999年 :  Thornfield
- 2000年 :  Quiet Resolve
- 2001年 :  Win City
- 2002年 :  Wake At Noon
- 2003年 :  Wando
- 2004年 :  Soaring Free
- 2005年 :  A Bit O'Gold
- 2006年 :  Arravale
- 2007年 :  Sealy Hill
- 2008年 :  Fatal Bullet
- 2009年 :  Champs Elysees
- 2010年 :  Biofuel
- 2011年 :  Never Retreat
- 2012年 :  Uncaptured
- 2013年 :  Up With the Birds
- 2014年 :  Lexie Lou[1]
- 2015年 :  Catch a Glimpse[2]
- 2016年 :  Caren
- 2017年 :  Pink Lloyd[3]
- 2018年 : ワンダーガドー
- 2019年 : スターシップジュビリー
- 2020年 : マイティハート
- 2021年 : マイティハート[4]
- 2022年 : モイラ[5]
- 2023年 : Fev Rover[6]
- 2024年 : パッチズオフーリハン